# Клемперер, Отто
О́тто Кле́мперер (нем. Otto Klemperer, 14 мая 1885, Бреслау — 6 июля 1973, Цюрих) — немецкий дирижёр и композитор еврейского происхождения.
В его репертуаре широко представлены произведения И.-С.Баха, Бетховена, Брамса, Брукнера, Генделя, Малера, Мендельсона, Моцарта, Стравинского, Вагнера, Вайля.

## Биография
Отто Клемперер родился в еврейской семье в силезском городе Бреслау (ныне Вроцлав, Польша). Он начал учиться во франкфуртской консерватории Хоха как пианист, затем вслед за своим учителем Джеймсом Квастом перешёл в берлинскую Консерваторию Штерна.
В 1905 году он познакомился и подружился с Густавом Малером. В 1907 году Отто Клемперер по рекомендации Малера получил место руководителя оркестра театра Праги.
Следующими местами его музыкальной карьеры были городской театр Гамбурга (1910—1912) и Бармена (1912—1913). С 1914 по 1917 годы он был заместителем директора городского театра в Страсбурге и главным дирижёром страсбургской филармонии. А в 1917—1924 годах он работает руководителем оркестра, а затем и генеральным директором Кёльнской оперы.
С 1927 до 1931 годы Клемперер дирижировал Кролль-Оперой в Берлине. Здесь он снискал репутацию поборника новой музыки, поскольку включал в свой репертуар произведения Яначека, Шёнберга, Стравинского, Хиндемита.
В 1920—1930-х годах Отто Клемперер неоднократно гастролировал в СССР и произвёл неизгладимое впечатление на московскую и ленинградскую публику. Один из ленинградских критиков писал: «Когда поняли, вернее, инстинктом учуяли, что такое Клемперер, на него стали ходить так, что огромный зал филармонии не может уже больше вместить всех желающих послушать, а главное — посмотреть знаменитого дирижёра. Не видеть Клемперера — это значит лишить себя большой дозы впечатления. С момента выхода на эстраду Клемперер властно завладевает вниманием аудитории. Она с напряжённым вниманием следит за его жестом. Человек, стоящий за пустым пультом (партитура — в голове), постепенно растёт и заполняет собой весь зал. Всё сливается в одном акте творчества, в котором, кажется, принимают участие все присутствующие. Клемперер впитывает в себя волевые заряды отдельных индивидуумов, чтобы разрядить накопленную психологическую энергию в мощном, увлекающем и захватывающем творческом порыве, не знающем преград... Вот в этом неудержимом вовлечении в своё искусство всех слушателей, теряющих грань между собой и дирижёром и возвышающихся до творческого осознания величайших музыкальных композиций, заключается секрет того колоссального успеха, которым вполне заслуженно пользуется у нас Клемперер».
В 1933 году, как только нацисты пришли к власти, Клемпереру как еврею пришлось оставить Германию и переехать в США. В это время Клемперер обратился к католицизму, но в конечном счёте возвратился к иудаизму. В США он был назначен дирижёром Лос-Анджелесского филармонического оркестра; там также он начал концентрироваться больше на классических произведениях немецкого репертуара, и позже именно они принесли ему самую большую известность, в особенности исполнения произведений Бетховена, Брамса и Малера.
После Второй мировой войны Клемперер возвратился в Европу. В 1947—1950 гг. он работает в Будапештской опере и гастролирует с различными европейскими оркестрами. Тяжёлая болезнь (неудачное удаление опухоли мозга) прервала эту работу. В середине 1950-х годов Клемперер возвращается к гастрольной деятельности, но работает главным образом с лондонским оркестром «Филармония», созданным знаменитым антрепренёром Вальтером Легге при студии EMI. С 1959 года и до конца жизни Клемперер — главный дирижёр этого оркестра, с которым он сделал ряд выдающихся записей.
В начале 1950-х гг. Клемперер, восторженно принявший создание Государства Израиль, пожелал было выступить с Израильским филармоническим оркестром, однако не был принят им, так как ещё в 1919 году принял христианство. В 1967 году Клемперер прошёл обряд возвращения из христианства в иудаизм и в 1972 году принял израильское гражданство.
Умер Клемперер в 1973 году. Похоронен на кладбище Израильской культовой общины в Цюрихе.

## Значение
Отто Клемперер — необычайно вдумчивый и глубокий дирижёр. Это его свойство отчасти выразилось в предпочтении несколько замедленных темпов. Однако оно же весьма способствовало усилению богатства звучания оркестра, особой величавой торжественности стиля. Затраты слушателя на вхождение в мир его исполнительской манеры всегда потом компенсировались той духовной высотой, на которую он поднимал с собой, — будь то музыка Баха или Вагнера. Он был беззаветно предан музыкальному искусству и может быть причислен к числу наиболее значительных дирижёров классической музыки XX века.
Введён в Зал славы журнала Gramophone .